# John Wick 3 - Parabellum
John Wick 3 - Parabellum (John Wick: Chapter 3 - Parabellum) è un film del 2019 diretto da Chad Stahelski.
La pellicola, con protagonista Keanu Reeves, è il sequel di John Wick - Capitolo 2 (2017), nonché terzo capitolo dell'omonimo franchise, a cui segue John Wick 4 (2023). Il film è interpretato anche da Halle Berry, Ian McShane, Laurence Fishburne, Mark Dacascos, Asia Kate Dillon e Lance Reddick.

## Trama
Dieci minuti dopo la conclusione del precedente capitolo, l'ex sicario John Wick è un uomo ricercato e in fuga a Manhattan. Dopo l'uccisione non autorizzata di Santino D'Antonio, il signore della camorra nonché nuovo membro della Gran Tavola, nell'hotel Continental di New York, John viene dichiarato "scomunicato" e sulla sua testa viene posta una taglia di 14 milioni di dollari. In fuga dai potenziali assassini, John raggiunge la New York Public Library, dove recupera un crocifisso e un medaglione "marcatore" da una pagina segreta in un libro, prima di affrontare e uccidere Ernest, il primo di tanti interessati a incassare la taglia.
Wick si fa strada tra numerosi assassini che lo inseguono fino a una coltelleria, dove li uccide tutti a coltellate. Dopo essere fuggito, si reca in un teatro (in realtà una sorta di orfanotrofio dove vengono addestrati gli assassini). Lì incontra quindi il Direttore, una donna che lo accolse quando era un piccolo orfano in Bielorussia, sua terra natìa. La donna, seppur riluttante all'idea di dover aiutare uno "scomunicato", accetta il crocifisso come "biglietto" per un passaggio sicuro a Casablanca, in Marocco, e marchia a fuoco Wick per indicare che il suo biglietto è stato utilizzato. Nel frattempo, una Giudicatrice della Gran Tavola incontra Winston, il manager del Continental di New York, e il "re di Bowery", il leader di una rete di vagabondi assassini: la donna ammonisce entrambi per aver aiutato John a uccidere Santino e di conseguenza entrambi hanno a disposizione sette giorni per rinunciare ai loro uffici.
In Marocco, John incontra Sofia, direttrice del Continental di Casablanca e sua vecchia amica, a cui presenta il medaglione ricevuto anni prima in segno di debito per averle salvato la figlia. John chiede a Sofia di onorare il debito portandolo da Berrada, un membro anziano della Gran Tavola. Sofia accetta e, giunti a destinazione, John chiede di poter incontrare l’unica persona che è al di sopra della Gran Tavola, il Reggente. Berrada dice a John che il solo modo per poterlo incontrare è camminare nel deserto fino a non reggersi più in piedi e poi continuare ancora: a quel punto, se Il Reggente lo desidera, sarà lui stesso a condurlo al suo cospetto. In cambio di queste informazioni Berrada chiede uno dei cani di Sofia; quando la donna rifiuta, Berrada spara al cane con un colpo di pistola, ma questo ha un giubbotto anti proiettile e si salva. Per rappresaglia, Sofia spara a Berrada ferendolo e il duo si trova costretto a lottare contro i suoi accoliti per uscire dalla Kasbah e fuggire nel deserto.
Dopo aver adempiuto al suo pegno, Sofia lascia John nel deserto. Egli vaga fino a quando non collassa per la stanchezza, venendo trovato e portato al cospetto del Reggente. John, interpellato su cosa lo spinga a combattere, risponde di voler continuare a vivere per non dimenticare sua moglie e il loro amore. Il Reggente ammira la caparbietà di John e accetta di perdonarlo e cancellare taglia e scomunica se ucciderà Winston e continuerà a lavorare per la Gran Tavola fino alla sua morte. Per dimostrare la sua fedeltà, John si amputa l'anulare con uno scalpello e offre la sua fede nuziale al Reggente.
Nel frattempo, la Giudicatrice recluta l'assassino giapponese Zero e la sua feroce banda per imporre la volontà della Gran Tavola. Con l'aiuto di Zero, ella accusa il Direttore e il re di Bowery per i loro atti di ribellione. Entrambi vengono costretti a giurare nuovamente fedeltà e come penitenza vengono feriti, il re di Bowery quasi fatalmente. John torna a New York e viene inseguito dagli uomini di Zero in motocicletta. Dopo averli uccisi tutti arriva Zero, anch'egli in moto, che vuole ucciderlo e sta per avere la meglio, quando arrivano all'hotel Continental, luogo sacro in cui non si può uccidere liberamente, nemmeno uno scomunicato. Winston riceve John, sapendo del suo nuovo incarico, però lo incoraggia comunque a non morire come un assassino, ma come un uomo che ha amato ed è stato amato da sua moglie. La Giudicatrice è in attesa del responso ma, quando Winston rifiuta di rinunciare al suo ufficio, anche John si rifiuta di ucciderlo. Di conseguenza la donna sconsacra il Continental, revocando il suo status di terra neutrale protetta e permettendo di uccidere al suo interno. La Giudicatrice notifica a Zero il via libera e invia come supporto due mezzi blindati con i rinforzi della Gran Tavola.
Con l'aiuto di Charon, il portiere dell'hotel, John difende il Continental dalle forze della Gran Tavola in una sparatoria nella hall dell'hotel. A John viene tesa un'imboscata da Zero e dai suoi allievi in una sala degli specchi all'interno del Continental; egli li uccide tutti, tranne due che gli mostrano rispetto nella lotta, poi combatte contro Zero: dopo alcuni minuti di combattimento in cui nessuno riesce ad avere il sopravvento sull'altro, John ferisce a morte Zero, trafiggendolo con la sua stessa spada.
La Giudicatrice negozia allora un incontro con Winston e Charon: il direttore rinnega Wick, dicendo di avere agito solo per difendere l'albergo e offre la sua fedeltà alla Gran Tavola. Ai tre si aggiunge anche John e, quando la Giudicatrice lo identifica come una minaccia alla trattativa, Winston gli spara ripetutamente senza esitazioni, facendolo cadere dal tetto dell'albergo. L'hotel viene ri-consacrato e Winston re-integrato al suo ruolo. Poi la Giudicatrice scopre che il corpo di John è scomparso: Wick, ferito, viene consegnato al re di Bowery, pesantemente sfregiato, che gli spiega di essere arrabbiato con la Gran Tavola e che combatterà contro di loro. Gli chiede se anche lui si sente arrabbiato, e John risponde con uno stanco, ma secco, "sì".

## Produzione
Le riprese del film sono iniziate nel maggio 2018 a New York e sono proseguite a Montréal, in Russia, in Marocco e in Spagna. Halle Berry dichiarò di essersi incrinata tre costole durante la lavorazione del film, continuando però le riprese. Il budget di produzione della pellicola è stato di 75 milioni di dollari.

## Promozione
Il primo teaser trailer del film viene diffuso il 17 gennaio 2019.

## Distribuzione
La pellicola è stata distribuita nelle sale cinematografiche statunitensi a partire dal 17 maggio 2019 e in quelle italiane dal 16 maggio.

## Accoglienza

### Incassi
Nel primo weekend di programmazione il film si posiziona al primo posto sia nel botteghino statunitense, incassando 57 milioni di dollari, sia nel botteghino italiano, incassando 1,5 milioni di euro.
A fronte di un budget di 75 milioni di dollari, la pellicola ne ha incassati circa 171 milioni in Nord America e 157,3 milioni nel resto del mondo, per un totale di 328349908 $.

### Critica
Sull'aggregatore di recensioni Rotten Tomatoes il film ha un indice di gradimento dell'89% basato su 356 recensioni, con un voto medio di 7,4 su 10. Su Metacritic ottiene un punteggio di 73 su 100 basato su 50 recensioni.
Sul sito Internet Movie Database John Wick 3 - Parabellum si posiziona all'ottavo posto dei film col voto più alto del pubblico, con un 7,5.
Grant Hermanns, critico di ComingSoon.net, posiziona il film all'ottavo posto tra i miglior del 2019, mentre Jeff Ames lo posiziona al quinto posto.

## Citazioni
Durante la sua fuga dai sicari cinesi, John Wick si rifugia in una armeria dove trova solo pistole antiche; prende un modello del Far West e cerca di caricarla, ma il calibro del proiettile è sbagliato per quel modello; così è costretto a smontare un'altra pistola per montarne il cilindro rotante nel tamburo, dopodiché porta la pistola all'orecchio e fa ruotare il cilindro per sentirne il rumore, come faceva Tuco (Eli Wallach) in una scena Il buono, il brutto, il cattivo.
Quando Winston ripristina i privilegi di John per affrontare i sicari della Gran Tavola, gli chiede cosa gli serve, e John risponde: "Armi. Tante armi." Keanu Reeves pronunciò questa battuta in Matrix quando Neo (Reeves) e Trinity (Carrie-Anne Moss) si preparano a salvare Morpheus (Lawrence Fishburne).

## Riconoscimenti
- 2019 - People's Choice Award[12]
  - Candidatura per il miglior film
  - Candidatura per il miglior film d'azione
  - Candidatura per la miglior star maschile a Keanu Reeves
  - Candidatura per la miglior star d'azione a Keanu Reeves
  - Candidatura per la miglior star d'azione ad Halle Berry
- 2019 - Saturn Award[13]
  - Candidatura per il miglior film d'azione/di avventura
  - Candidatura per il miglior attore a Keanu Reeves
  - Candidatura per il miglior montaggio a Evan Schiff
- 2020 - Critics' Choice Award[14]
  - Candidatura per il miglior film d'azione
- 2020 - Online Film Critics Society Award
  - Miglior coordinamento degli stunt
- 2020 - Taurus World Stunt Award
  - Candidatura per il miglior combattimento
  - Miglior coordinatore di stunt e/o regista della seconda unità

## Sequel
Pochi giorni dopo l'uscita nelle sale del terzo film, la Lionsgate fissa la data di uscita del quarto capitolo al 21 maggio 2021, ma a causa della pandemia di COVID-19 il film viene rinviato al 27 maggio 2022 e poi al 24 marzo 2023.